# Eudorylas conformis
Eudorylas conformis är en tvåvingeart som först beskrevs av Hardy 1959.  Eudorylas conformis ingår i släktet Eudorylas och familjen ögonflugor. Inga underarter finns listade i Catalogue of Life.